# 奥田哲也 (裁判官)
奥田 哲也（おくだ てつや　1956年9月21日 - ）は、日本の裁判官。愛知県出身。大阪大学卒業。広島地方裁判所部総括判事・広島家庭裁判所判事。

## 経歴
- 1982年　司法修習生（第36期）
- 1984年　大阪地方裁判所判事補任官
- 1986年　福岡地方裁判所久留米支部・福岡家庭裁判所久留米支部判事補
- 1989年　京都地方裁判所判事補
- 1992年　青森地方裁判所八戸支部・青森家庭裁判所八戸支部判事補
- 1994年　青森地方裁判所八戸支部・青森家庭裁判所八戸支部判事
- 1995年　大阪地方裁判所判事
- 1998年　福岡地方裁判所田川支部・福岡家庭裁判所田川支部判事
- 1999年　福岡地方裁判所田川支部長・福岡家庭裁判所田川支部長
- 2001年　大阪高等裁判所判事職務代行
- 2002年　大阪高等裁判所判事
- 2003年　奈良地方裁判所部総括判事・奈良家庭裁判所判事
- 2007年　広島地方裁判所部総括判事（刑事第二部）・広島家庭裁判所判事

## 担当訴訟
- 2006年に自閉症の子供2人を母親が殺害したとして殺人罪で起訴された事件（広島地方裁判所裁判長　犯行は悪質だと指摘する一方で心神耗弱を認め、被告人を懲役6年とする判決〔求刑懲役12年〕　2008年3月）

- 奈良小1女児殺害事件（一審奈良地方裁判所裁判長　女児を誘拐、殺害した被告に対し求刑通り死刑の判決　2006年9月）

- 奈良騒音傷害事件（一審奈良地方裁判所裁判長　被告人に懲役1年の実刑判決　2006年4月）

- 男性が内妻の高校生になる長女を自宅で暴行したとして強姦罪で起訴された事件（一審神戸地方裁判所裁判長　長女が身体的接触を受け入れていたとして全面無罪とする判決[求刑懲役13年]　2011年2月)